# Aleksandra Dranka
Aleksandra Dranka (nascida Pięta; 3 de outubro de 1903 – 29 de abril de 2014) foi uma supercentenária polonesa, que aos 110 anos e 208 dias, era a pessoa viva verificada mais velha da Polônia.

## Biografia

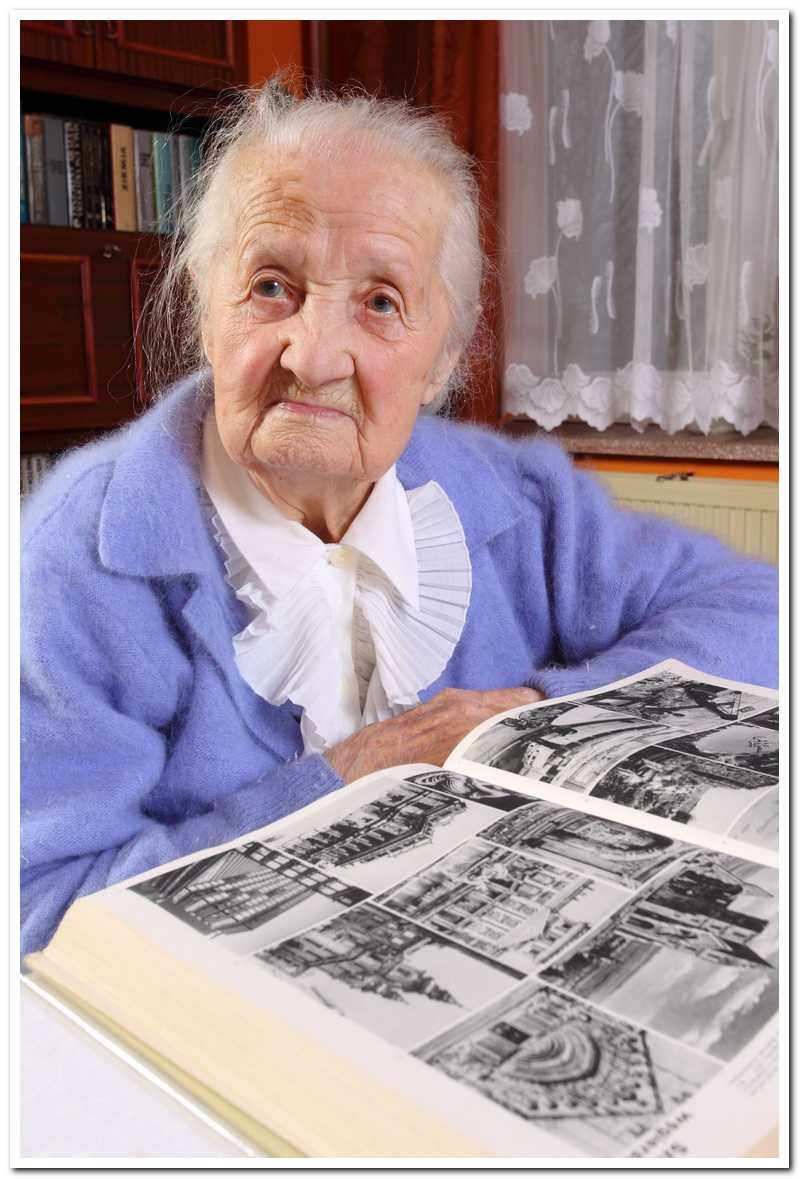
Aleksanda Dranka em 2013.

Aleksandra Dranka nasceu em Harklowa, a filha de Antoni Pięta e Maria Kula. Ela emigrou para os Estados Unidos com seus pais em fevereiro de 1905, onde abriram um restaurante em Chicago, Illinois. Depois que Aleksandra sobreviveu a um tiroteio no restaurante e um seqüestro no porto de Nova Iorque, sua família decidiu retornar à Polônia em 1908, onde ela ajudou seus pais a dirigir uma fazenda. Na Polônia, Aleksandra sobreviveu aos tempos da Primeira Guerra Mundial e da Segunda Guerra Mundial. Seu hobby favorito era costurar. Durante anos, ela faz vestidos de casamento para noivas de sua região. Em 1928, Aleksandra casou-se com Michał Dranka (1904-1991). Eles foram casados por 63 anos. Ela deu à luz dois filhos: Krystyna Dziedzic (n. 1930) e Jan Dranka (n. 1937). Ela tiveram três netos e quatro bisnetos. Um de seus irmãos, Teofil Pieta (1913-2013), viveu até os 100 anos de idade.
Depois de completar 105 anos, Aleksandra Dranka começou a receber considerável interesse na mídia. Ela comemorou seu 110.º aniversário em 3 de outubro de 2013. Naquela ocasião, recebeu votos do presidente da Polônia Bronisław Komorowski, bem como de o primeiro-ministro da Polônia, Donald Tusk. Ela morreu em Harklowa, Polônia em 29 de abril de 2014 aos 110 anos e 208 dias. Em 13 de fevereiro de 2014, sua idade foi verificada pelo Gerontology Research Group tornando-a a primeira supercentenária verificada da Polônia.